# Rimski građanski rat
Rimski građanski rat govori o građanskom ratu nakon ubojstva Julija Cezara. Tekst je pisan iz perspektive događaja oko Oktavijana Augusta koji će ostvariti potpunu pobjedu nad svojim protivnicima.

## Rat
Kad je Cezar ubijen, u ožujku 44. pr. Kr., Oktavijan August se s vojskom nalazio kraj Apolonije, u današnjoj Albaniji. Imao je tada svega 18 godina i bio je često podcjenjivan od strane ostalih svojih konkurenata u borbi za vlast. Međutim, koristeći se statusom Cezarova nasljednika, vraća se u Italiju i formira svoju vojsku sastavljenu od Cezarovih veterana.
U Rimu zatječe glavne Cezarove ubojice, zagovornike Republike, Bruta i Kasija, koji su u međuvremenu ojačali svoj utjecaj. Nakon kratkog razdoblja napetosti, formira s glavnim Cezarovim suradnicima Markom Antonijem i Lepidom savez poznat kao Drugi trijumvirat, te otpočinje progon onih koji su bili umiješani u atentat na Cezara.
Nakon toga okreće se na Bruta i Kasija koji su pobjegli na istok. Kod Filipa u Grčkoj, Antonije i Oktavijan su pobijedili vojsku republikanaca, a Brut i Kasije izvršavaju samoubojstvo, 42. pr. Kr. Oktavijan se vraća u Rim, a Antonije odlazi u Egipat, gdje sklapa, prvo formalni, a potom i osobni (intimni) savez s kraljicom Kleopatrom, bivšom ljubavnicom Julija Cezara i majkom njegova sina Cezariona. Upravljanje rimskim provincijama dijeli se na način da Oktavijanu pripada Zapad, a Antoniju Istok.
Antonije započinje vojne pohode na istoku, uz sve jaču intimnu vezu s Kleopatrom. Za to vrijeme Oktavijan sklapa mnogo korisnih saveza u Rimu, time jačajući svoju moć, te sve više optužuje Antonija da se suviše udaljuje od Rima, stvorivši prejake veze s Egiptom i njegovom kraljicom. Pokušavajući spasiti savez s Antonijem, Oktavijan čak udaje za njega svoju sestru Oktaviju, ali usprkos tome osjeća se da sve više rastu napetosti između dojučerašnjih saveznika i suradnika. Situacija se iz dana u dan pogoršava, a kad je Antonije na kraju uzeo Kleopatru za ženu, a bio je oženjen Oktavijanovom sestrom, 32. pr. Kr. Oktavijan objavljuje rat njemu i Kleopatri. Rat se rješava 31. pr. Kr., u znamenitoj pomorskoj Bitki kod Akcija, na zapadnoj obali Grčke. Nakon što je mnogo brodova izgorjelo i mnogo vojnika s obje strane izginulo, Oktavijanova flota pobijeđuje flotu Antonija i Kleopatre pa ovi bježe za Egipat. Oktavijan kreće za njima u potjeru, te se nakon nekoliko mjeseci iskrcava u Aleksandriji i porazi ostatke Antonijevih snaga. Nakon toga su Antonije i Kleopatra izvršili samoubojstvo, 30. pr. Kr.
Opća jedinstvenost ovog Rimskog građanskog rata je njegova povijesna unikatnost. Nikada u tako malenom vremenskom razdoblju tijekom građanskog rata nije bilo tako mnogo zaraćenih strana koje su posjedovale svoju vojsku. Ako se pogled usmjeri na tih cijelih četrnaest godina nalazimo svekupno 6 vojski sa svojim vođama koje su vodile rat protiv svojih ostalih konkurenata. To su bili:
Rimski Senat, Oktavijan, Lepid, Marko Antonije, Pompej mlađi, Brut i Kasije.
Svi oni su u minimalno jednoj fazi rata ovog pokušali vojno likvidirati sve ostale. Poslije konačne pobjede August postaje milostiv prema svojim poraženim protivnicima. Lepid je postao vrhovni rimski svećenik (pontifex maximus), Senat je dobio pravo izglasavanja opoziva cara, dvoje djece Kleopatre i Marka Antonija su postali vazalni kraljevi na Bliskom istoku, a daljnji muški potomak Pompej se puno kasnije oženio za kćer cara Klaudija. Jedine bespogovorne žrtve su bili Brut i Kasije radi svog ubojstva Cezara.